# Attagenus pantherinus
Attagenus pantherinus es una especie de coleóptero de la familia Dermestidae.

## Distribución geográfica
Se distribuyen por el paleártico: Europa y Oriente Próximo.